# 그레타 짐머 프리드먼
그레타 짐머 프리드먼(영어: Greta Zimmer Friedman, 1924년 6월 5일 ~ 2016년 9월 8일)은 오스트리아 태생의 미국인으로, 1945년 라이프 잡지 사진작가 알프레트 아이젠슈테트가 타임스퀘어에서 찍은 상징적인 V-J Day in Times Square 사진에서 해군 선원 조지 멘돈사(1923–2019)에게 붙잡혀 키스하는 사진을 찍었다. 수십 년 동안 이 사진은 대중문화에서 간호사의 것으로 잘못 알려져 있었지만, 프리드먼은 치과 보조원이었기 때문에 흰색 유니폼을 입고 있었다.

## 참고 문헌
- Redmond, Patricia (2005년 8월 23일). “Interview Notes”. American Folklife Center. LOC.
- Sulzgruber, Werner, Lebenslinien. Jüdische Familien und ihre Schicksale. Eine biografische Reise in die Vergangenheit von Wiener Neustadt. Berger, Wien / Horn 2013, ISBN 978-3-85028-557-5. [biographies of Jewish families from Wiener Neustadt, Austria, incl. a chapter about family Zimmer]
- Verria, Lawrence, and Galdorisi, George. The Kissing Sailor: The Mystery Behind the Photo That Ended World War II. Naval Institute Press, May 15, 2012, ISBN 1612510787.